# Willem van Zwet
Willem Rutger van Zwet (31 de marzo de 1934 - 2 de julio de 2020) fue un estadístico matemático holandés. Fue profesor en la Universidad de Leiden entre 1968 y 1999.

## Biografía
Van Zwet nació el 31 de marzo de 1934 en Leiden. Van Zwet obtuvo su doctorado en 1964 bajo la supervisión de Jan Hemelrijk en la Universidad de Ámsterdam con una tesis titulada "Transformaciones convexas de variables aleatorias". Después de eso, trabajó en el Centrum Wiskunde & Informatica en Ámsterdam, se convirtió en profesor de estadística en la Universidad de Leiden en 1964 y fue nombrado profesor en 1968. Se jubiló en 1999.
De 1992 a 1999, van Zwet fue director del Instituto de Matemáticas Thomas Stieltjes. Cofundó Eurandom en 1997 y fue su director hasta el año 2000. De 1997 a 1999 también fue presidente del Instituto Internacional de Estadística.
Van Zwet fue miembro del Instituto de Estadística Matemática y miembro de la Academia Europaea desde 1990. Recibió el Premio Humboldt en 2006. Ganó la medalla Adolphe Quetelet en 1993 y era miembro de la Royal Statistical Society desde 1978. En 1979, se convirtió en miembro de la Real Academia de Artes y Ciencias de los Países Bajos. En 1996, fue nombrado Caballero de la Orden del León de los Países Bajos y al año siguiente fue nombrado doctor honoris causa de la Universidad Carolina. Murió el 2 de julio de 2020 en Oegstgeest.